# Vincent Templier
Vincent Templier, né le 29 janvier 1972 à Poissy (Yvelines), est un coureur cycliste français. Il est professionnel de 2000 à 2003.

## Palmarès
- 1995
  - 1re étape du Tour d'Émeraude
  - 3e de Paris-Mantes
- 1996
  - Quatre Jours de l'Aisne
  - Ronde de l'Oise
  - 6e étape du Tour de Normandie
  - Paris-Vailly
  - 2e du championnat de France du contre-la-montre par équipes
  - 3e de Paris-Chauny
  - 3e de Rouen-Gisors
- 1997
  -  Médaillé de bronze de la course en ligne aux Jeux méditerranéens
  - 3e de Rouen-Gisors
- 1998
  - Boucles de l'Austreberthe
  - Ruban granitier breton[1],[2] :
    - Classement général
    - 1re étape

  - 2e du Tour d'Ille-et-Vilaine
  - 3e de Paris-Chauny
- 1999
  - Route du Pays basque
  - Ronde du Pays basque
  - 2e de la Route de l'Atlantique
- 2004
  - 2e du Tour de la Haute-Charente
- 2005
  - La Tramontane[3]
  - Circuit méditerranéen
  - 2e du Grand Prix de Tours